# خرچنگ مرموز رنگ‌پریده
خرچنگ مرموز رنگ‌پریده (نام علمی: Ocypode pallidula) نام یک گونه از سرده تندپاها است.